# آندره سیکس
آندره سیکس (فرانسوی: André Six‎; ۱۵ ژوئیهٔ ۱۸۸۷ – ۱ ژانویهٔ ۱۹۱۴) شناگر اهل فرانسه بود.